# シャルル・ウォルフ
シャルル・ウォルフ (Charles Joseph Étienne Wolf、1827年11月9日 - 1918年7月4日) は、フランスの天文学者。

## 人物
1848年から1851年にかけて、高等師範学校で科学を学び、物理学の学位を取得した。ニームとメスのリセで教職を務めたのち、1856年に理学で博士号を取得。1858年から1862年までモンペリエ大学理学部の天文学物理学教授として講師を務めた。1862年、ユルバン・ルヴェリエに請われてパリ天文台に入り、当初は子午儀による観測や天文時計の改良に取り組み、のちに分光観測へと転じた。1886年にパリ天文台の助教授、1892年に教授となった。
1874年に王立天文学会の会員に選出された。1883年にフランス科学アカデミー天文学部門の会員に選出、1897年に副会長、1898年に会長を務めた。

## 業績
1867年、ジョルジュ・ライエとともにはくちょう座の領域を観測中、HD 191765、HD 192103、HD 192641の3つの星のスペクトル中に、連続スペクトルとは異なる幅の広い輝線スペクトルの帯があることを発見した。のちに、このような特徴を持つ星は彼らの名前を冠してウォルフ・ライエ星と呼ばれるようになった。1868年、水星の太陽面通過の際に見られるとされた「ブラックドロップ現象」について、イラジエーション（光滲）によるものではないとする研究結果を発表した。1877年には、571個の恒星を集録したプレヤデス星団に関する最初の星表を発表している。

## 叙勲
1895年：レジオンドヌール勲章（オフィシエ）